# Hinton Golf Club
Hinton Golf Club, tidigare Rönnebäcks Golfklubb är en golfklubb som ligger i 1,5 kilometer öster om Käglinge i Skåne.
Banan ligger i ett delvis kuperat och ondulerat landskap. Fem av hålen påminner om skotska hedbanor och övriga hål är av parkkaraktär.
Greenerna består av Penn A4-gräs (krypven) och är något ondulerade.
Banan är värd för Telia Tour sedan 2004 och danska Scanplan Tour sedan 2003. 2005 och 2006 var tävlingen den största på respektive tour.